# Stigmidium aggregatum
Stigmidium aggregatum är en lavart som först beskrevs av Mudd, och fick sitt nu gällande namn av David Leslie Hawksworth 1975. Stigmidium aggregatum ingår i släktet Stigmidium och familjen Mycosphaerellaceae.   Inga underarter finns listade i Catalogue of Life.
I den svenska databasen Dyntaxa används istället namnet Stigmidium eucline för samma taxon.  Arten är reproducerande i Sverige.